# Mijn (explosief)

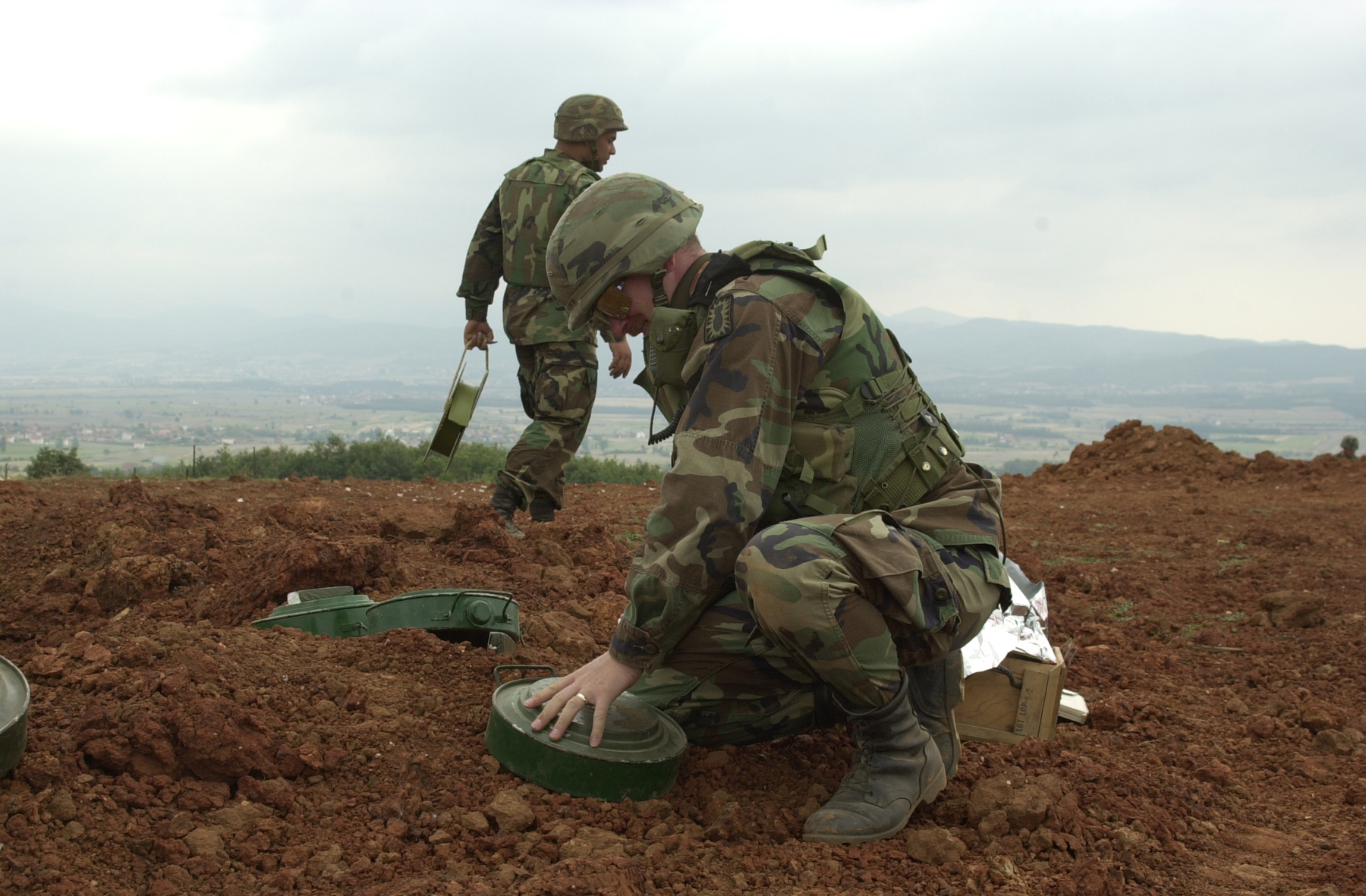
Een militair bezig met antitankmijnen

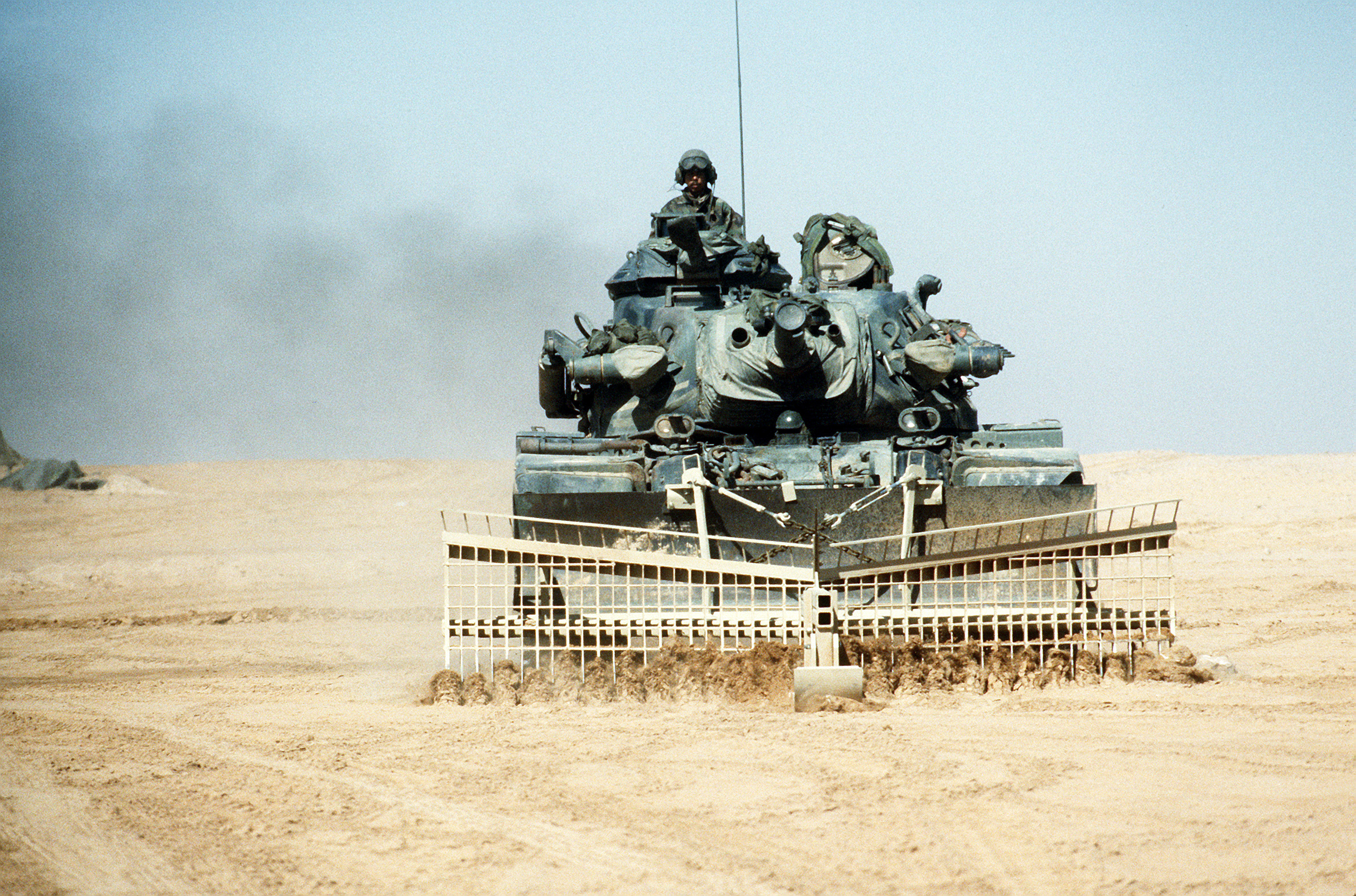
Een tank met een landmijnenploeg

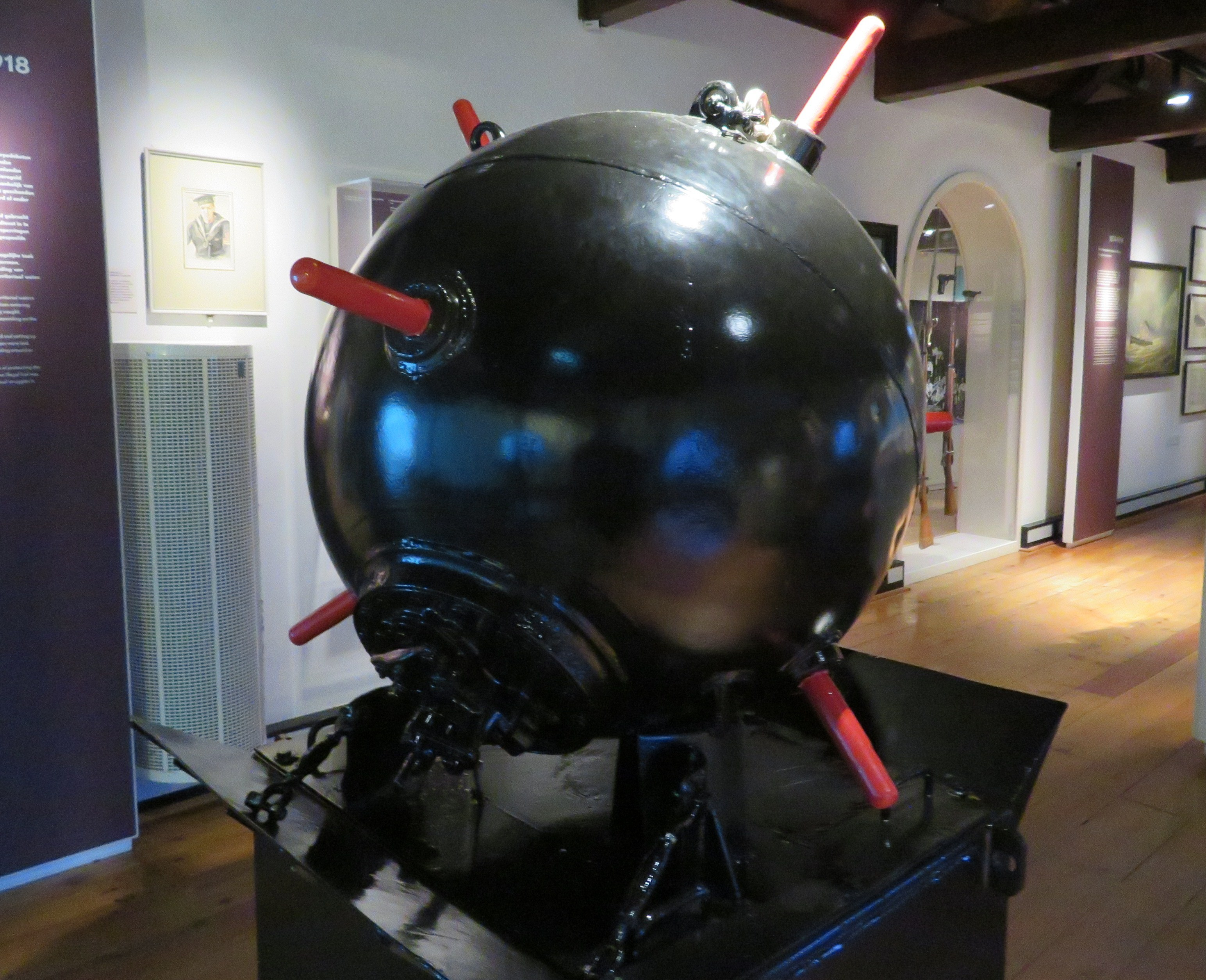
Zeemijn in het Marinemuseum in Den Helder

Een mijn is een wapen met de specifieke eigenschap dat het ontploft bij een 'aanraking' of bij nadering. Dit wil zeggen dat een sensor zal registreren dat het toestel met iets in contact komt. Dit is meestal een simpele drukknop, maar mijnen kunnen ook zijn uitgerust met magnetische sensoren of trillingssensoren, die de nabijheid van voer- of vaartuigen detecteren. Voor de ontploffing dient de mijn geladen te zijn met een voldoende hoeveelheid explosief materiaal dat door een mechanisme tot ontploffing wordt gebracht bij een aanraking. Mijnen kunnen worden onderverdeeld in landmijnen en zeemijnen.
Van oorsprong is de naam afgeleid van het ondermijnen van een versterking, die door mineurs aangelegd werd en tot ontploffing werd gebracht. Sinds het einde van de Tweede Wereldoorlog heeft het woord uitsluitend nog betrekking op compleet gemonteerde explosieven die kunnen worden verborgen en die zelfstandig worden geactiveerd.

## Typen mijnen
Er bestaan twee grote groepen van mijnen:

### Landmijnen
- Antipersoneelsmijnen ofwel antipersoonsmijnen worden vlak onder de grond begraven en ontploffen als er een persoon overheen loopt. Men plaatst zoveel explosieven in een mijn dat het slachtoffer verminkt maar niet gedood wordt. Dan moeten twee kameraden hem in veiligheid brengen zodat drie man buiten gevecht gesteld zijn.
- Antivoertuigmijnen. Dit zijn soms zeer zware mijnen die zo afgesteld zijn dat ze alleen afgaan als er iets overheen gaat dat zwaarder is dan een paar honderd kilo, zoals een auto. Soms reageert de mijn op metaal dat in de buurt komt. Een bijzondere versie is de antitankmijn, die specifiek tegen tanks is gericht.

### Zeemijnen
- Contactmijnen, meestal drijvend vlak onder het wateroppervlak en verankerd aan een ketting;
- Invloedsmijnen, meestal zich bevindend op de zeebodem, waaronder weer:
  - Magnetische mijnen (worden geactiveerd door verstoring van een magnetisch veld door een schip);
  - Akoestische mijnen (worden geactiveerd door het schroefgeruis van een schip);
  - Mijnen met daarin een torpedo zoals de CAPTOR-mijnen van de NAVO. De mijn heeft een "geheugen" voor het geluid van de schroeven van een bepaald vijandelijk oorlogsschip en de mijn sluimert totdat een specifiek schip langsvaart. Dan wordt de Mark 48-torpedo gelanceerd.
  - Drukgolfmijnen (worden geactiveerd door de drukgolf van een schip)

Combinaties van verschillende werkingsmechanismen komen ook voor. Moderne invloedsmijnen kunnen zelfs reageren op het schroefgeruis van een specifiek type schip óf een aantal schepen ongehinderd laten overvaren, voordat ze tot ontploffing komen.

## Opsporing van mijnen
Dit gebeurt op verschillende manieren.
- Bij het onschadelijk maken van landmijnen worden onder meer genie-eenheden, speciaal opgeleide ratten (een bekend voorbeeld hiervan is de buidelrat Magawa), metaaldetectoren en voertuigen (zoals de Aardvark JSFU en Scanjack 3500 NLD, voor antipersoneelsmijnen de Bozena 4) gebruikt.
- Het komt voor dat kinderen of krijgsgevangenen een mijnenveld in worden gestuurd. Dit wordt als oorlogsmisdaad beschouwd.
- Bij zeemijnen worden mijnenvegers en mijnenjagers gebruikt, gespecialiseerde vaartuigen met diverse verschillende vernietigingsmechanismen aan boord. Mijnenjagers zijn bovendien ook uitgerust met opsporingsapparatuur, sonar, om zeemijnen te lokaliseren. Voor het uitschakelen worden soms ook duikers gebruikt vanaf duikvaartuigen. Omdat sommige mijnen magnetisch zijn en dus reageren als er een metalen schip in de buurt komt, worden mijnenvegers tegenwoordig meestal gemaakt van diverse soorten kunststof, vroeger waren ze vaak van hout.

## Verdrag van Ottawa
Reeds in 1980 werden in Protocol II van de Conventie over bepaalde conventionele wapens beperkingen afgesproken inzake landmijnen en boobytraps. Het Protocol werd in 1996 uitgebreid, maar omdat dit geen volledig verbod inhield, besloot een groep landen verder te gaan. In 1997 tekenden 127 landen het Verdrag van Ottawa, dat een verbod inhoudt op gebruik, productie en overdracht van antipersoneelsmijnen. Ook Nederland en België ondertekenden dit verdrag. Een aantal landen hebben het verdrag (nog) niet ondertekend, dit zijn o.a. Rusland, China, Irak, Iran, Cuba, de Verenigde Staten, India en Israël.